# 伏爾加頓斯克區

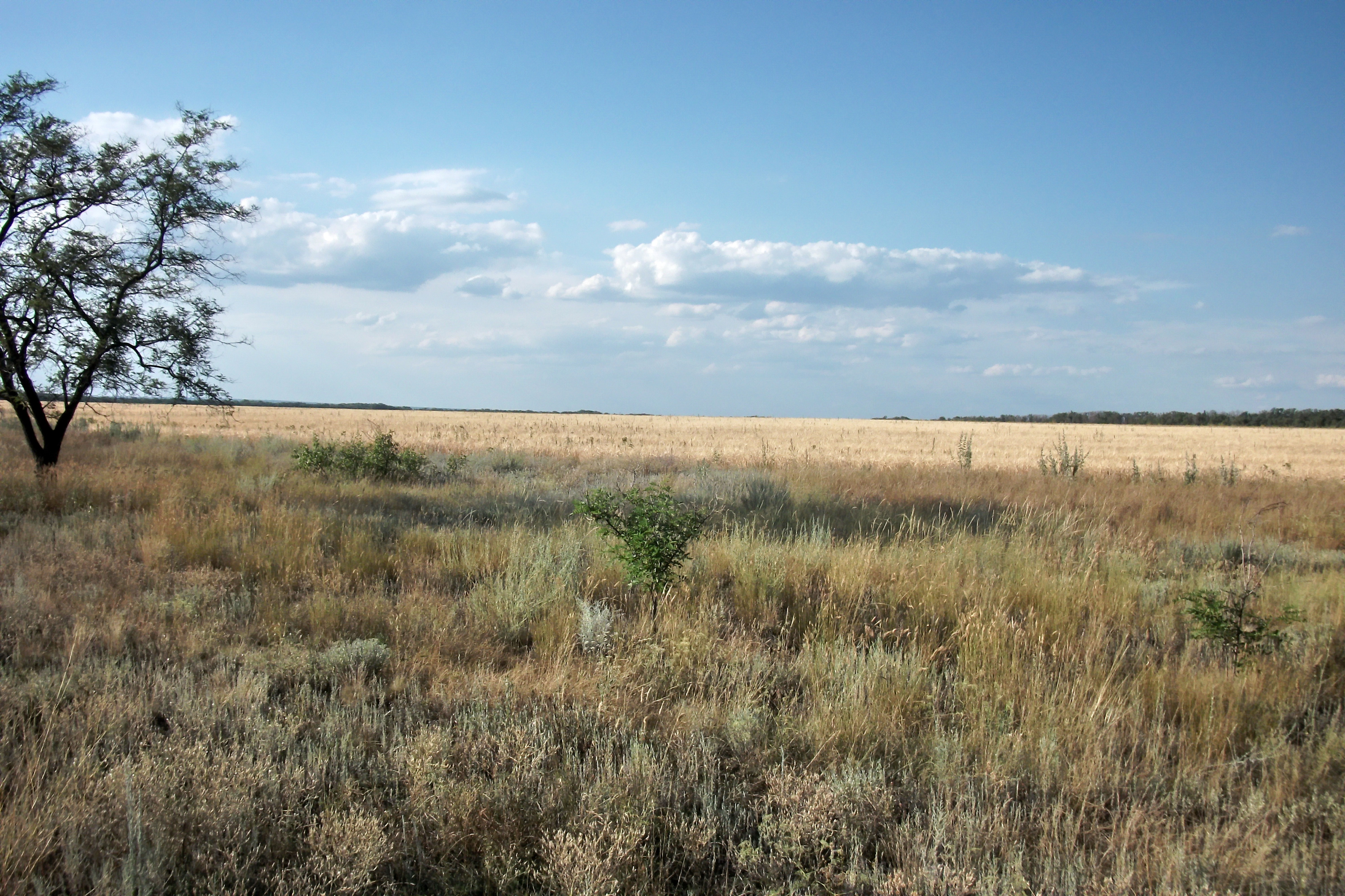

47°32′36″N 42°01′39″E / 47.54333°N 42.02750°E
伏爾加頓斯克區（俄語：Волгодонско́й райо́н）是俄羅斯的一個區，位於該國西南部，由羅斯托夫州負責管轄，面積1,479平方公里，2010年人口33,779，人口密度每平方公里22.84人。